# Zachary Athekame
Zachary Athekame, né le 13 décembre 2004 à Vanløse au Danemark, est un footballeur suisse qui évolue au poste d'arrière droit à l’AC Milan

## Biographie
Né à Vanløse,  quartier de Copenhague au Danemark,,,, dans une famille avec des origines nigérianes, Zachary Athekame grandit en Suisse à Genève,,.

### Carrière en club

#### Formation et débuts à Neuchâtel (jusqu'à 2024)
Athekame est formé dans différents clubs du canton de Genève en Suisse romande,, avant d'être transféré début 2022 au Neuchâtel Xamax, où il commence sa carrière professionnelle en championnat de Suisse de deuxième division,,.
Lors de la saison 2022-23, le jeune défenseur se fait une place dans l'effectif de Jeff Saibene suite aux blessures d'Adam Ouattara et Luis Pedro Cavanda, et alors que l'historique du club Mike Gomes se mue en figure tutélaire pour le jeune joueur. Athekame est titulaire alors que son équipe se maintien en deuxième division lors du barrage contre le FC Rapperswil-Jona,. Il s'impose comme un des éléments forts du club la saison suivante, comme arrière ou piston droit.

#### Révélation à Berne (2024-2025)
Le 1er janvier 2024, il signe chez les Young Boys de Berne, terminant la saison en prêt avec le club de Neuchâtel, avant de découvrir le championnat de Suisse avec les Bernois à l'été 2024,. En prêt sous l'égide d'Uli Forte il s’aguerrit comme un arrière versatile et dur en défense,. Il finit notamment dans l'équipe type de cette édition 2023-24 de la deuxième division suisse.
Ayant intégré l'équipe des Young Boys la saison suivante, il joue son premier match de Ligue des champions le 25 septembre 2024, lors d'une défaite 3-0 contre l'Aston Villa de Youri Tielemans et Amadou Onana,. Malgré la défaite, il fait partie des satisfactions de son équipe après sa titularisation à droite de la défense.
Il s'impose ensuite comme titulaire indiscutable avec les récents champions de Suisse, jouant entre autre tous les 8 matchs d'une Ligue des champions compliquée pour des bernois ,, et cumulant au total 47 présences, 1 but et 3 passes décisives en moins d'un an dans la capitale suisse,,,.

#### Transfert à Milan (2025-)
Le 15 août 2025, Athekame est transféré à l'AC Milan en Serie A, signant un contrat de 5 ans avec le club entraîné par Massimiliano Allegri,,, pour un montant estimé à 10 millions d'euros,,,, alors qu'il était aussi fait état d'une offre supérieure venant de Ligue 1, refusée par le joueur,.  
Retrouvant ses compatriotes Ardon Jashari et Noah Okafor, il arrive alors que la droite de la défense milanaise se retrouve presque vidée suite aux départs de Davide Calabria, Kyle Walker, Alessandro Florenzi et Emerson Royal qui n'ont pas convaincu lors de l'exercice précédant,. Il aborde ainsi la saison 2025-26 avec comme seuls concurrents à droite le jeune latéral Álex Jiménez, et l'international belge Alexis Saelemaekers, capable de dépanner comme piston droit. 

### Carrière en sélection
Athekame est international espoir avec la Suisse à partir de septembre 2023,,, avec laquelle il joue ensuite régulièrement,.

## Style de jeu
Arrière ou piston droit, également capable de jouer à gauche, Athekame cite comme modèle l'international anglais Reece James qui évolue alors à son club de cœur, Chelsea.
Il est décrit comme un joueur rapide et explosif, capable d’enchaîner les courses, les tacles et interceptions, mais aussi à l'aise dans un jeu de dédoublement avec son ailier droit, apportant du surnombre en attaque et des centres dans la surface adverse,,.
A son arrivée au Milan, il est comparé au Nuno Mendes de ses débuts au Sporting.